# 2008년 일본 자유민주당 총재 선거
2008년 자유민주당 총재 선거(일본어: 2008年自由民主党総裁選挙)는 후쿠다 야스오 총재의 사임으로 2008년 9월 22일 실시되었다.

## 개요
자민당 총재이자 총리였던 후쿠다 야스오는 2008년 8월 2일 개각과 당 임원 인사를 단행하고, 8월 하순에는 종합경제대책을 발표한 당직자들에게 국회에서의 관련 중요 법안 처리에 최선을 다하도록 지시했다. 그러던 9월 1일 후쿠다 총리는 갑자기 관저에서 긴급 기자회견을 열고 총리직과 자민당 총재직을 사임할 것을 밝혔다. 당시 임시 국회의 소집일이 정해져 있었고, 9월 말 유엔 총회에서 일본 총리로서 3년만에 연설을 할 예정이었던터라 많은 이들을 놀라게 했다.
유엔 총회는 이미 일정이 확정된 상태라서 총리가 누구이든 간에 참석해야 하는 상황이었다. 또한 민주당과 공명당도 각각 당대표 선거를 앞두고 있다는 점을 고려하여 9월 10일에 선거를 고시하여 9월 22일 투표하는 안이 임시 총회에서 승인되었다. 이 선거도 지난 선거와 마찬가지로 보궐 선거이므로 이 선거에서 선출되는 총재의 임기는 후쿠다 야스오 총재의 잔여 임기인 2009년 9월까지이다.
지난 2007년 총재 선거에서의 극단적인 파벌 갈등에 대한 반성으로 이 선거에서는 파벌 갈등이 다소 누그러지는 경향을 보였다. 아소 다로와 크게 대립하던 후보들이 총재 선거에 출마하지 않았고, 많은 파벌들이 아소 다로를 지지하여 무난히 아소 다로가 새 총재에 당선되었다.

## 표 산출 방식
- 중의원 의원 투표 : 총 303표 (1인 1표)
- 참의원 의원 투표 : 총 83표 (1인 1표)
- 도도부현 지부 연합회 대표 투표 : 총 141표 (각 도도부현 지부 연합회 대표 3명 (1인 1표) × 47개 도도부현)

이 선거에서는 각 도도부현 연합(대한민국의 시·도당에 해당)의 대표로서 총재 선거에 참여할 사람을 결정하기 위해 당원이 참여하는 경선을 진행하여 각 도도부현 지부 연합회별로 3명씩 대표를 선출했다. 47개의 도도부현 지부 연합회에서 총 141명의 대표가 선출되어 총재 선거에서 투표권을 행사했다.

## 선거 결과
| 후보자            | 국회의원 투표 | 국회의원 투표 | 지방대표 투표 | 지방대표 투표 | 합계   | 합계   | 결과      |  |
| 후보자            | 득표수        | 득표율        | 득표수        | 득표율        | 득표수 | 득표율 | 결과      |  |
| ----------------- | ------------- | ------------- | ------------- | ------------- | ------ | ------ | --------- |  |
| 아소 다로         | 217           | 56.5%         | 134           | 95.1%         | 351    | 66.9%  | 1위(당선) |  |
| 요사노 가오루     | 64            | 16.7%         | 2             | 1.4%          | 66     | 12.6%  | 2위       |  |
| 고이케 유리코     | 46            | 12.0%         | 0             | -             | 46     | 8.8%   | 3위       |  |
| 이시하라 노부테루 | 36            | 9.4%          | 1             | 0.7%          | 37     | 7.1%   | 4위       |  |
| 이시바 시게루     | 21            | 5.5%          | 4             | 2.9%          | 25     | 4.8%   | 5위       |  |
| 무효표            | 2             | -             | -             | -             | 2      | -      |           |  |
| 합계              | 386           | -             | 141           | -             | 527    | -      |           |  |